# Port Williams (Washington)
Port Williams az Amerikai Egyesült Államok északnyugati részén, Washington állam Clallam megyéjében elhelyezkedő önkormányzat nélküli település.
Port Williams postahivatala 1890 és 1919 között működött. A település névadója egy ingatlanfejlesztő.

## Fordítás
- Ez a szócikk részben vagy egészben  a   Port Williams, Washington című angol Wikipédia-szócikk ezen változatának fordításán alapul.  Az eredeti cikk szerkesztőit annak laptörténete sorolja fel. Ez a jelzés csupán a megfogalmazás eredetét és a szerzői jogokat jelzi, nem szolgál a cikkben szereplő információk forrásmegjelöléseként.